# Маммутті
Маммутті (*മമ്മൂട്ടി, нар. 7 вересня 1951  ) — індійський актор Моллівуду, продюсер, меценат. Його інші прізвиська «Маммукка» та «Маммуссе». На 2017 рік знявся у більш ніж 350 фільмах, здобувши за них 3 номінації за найкращу чоловічу роль Національної кінопремії Індії, 5 номінацій на найкращу роль Кінопремії штату Керала, 12 номінацій за найкращу роль Кінопремії Filmfare Awards South, 3 номінації за найкращу роль Премії кінокритиків Керали, 2 номінації — від Кінопремії Asiavision Awards, 4 — від Кінопремії Asianet Film Award, 3 — Кінопремії Vanitha Film Awards.

## Життєпис
Походив з родини середніх статків. Старший син Ісмаїла Катті Паніпарамбіла, фермера, та Фатіми, домогосподарки. Народився у 1951 році у селі Чемпу (штату Керала). При народженні отримав ім'я Мухаммед. Закінчив державну середню школу. Згодом родина перебралася до міста Ернакулам. Тут Мухаммед продовжив навчання у школі Св. Альберта та державній школі міста, коледжі Махараджас. В цей час захопився спортом.
Після цього у 1960-х роках навчався на правовому факультеті державного юридичного коледжу Ернакулама, який закінчив зі ступеня бакалавр права. Ще навчаючись в коледжі, Маммутті зіграв кілька епізодичних ролей у фільмах малаялам. Вперше він з'явився на екрані в 1971 році в фільмі «Anubhavangal Paalichakal». Потім він зіграв у багатьох епізодичних ролях другого плану.
Після закінчення юридичного коледжу 2 роки працював адвокатом у м. Манджері. Вперше зіграв головну роль у в 1979 році у фільмі «Devalokam», проте цей фільм ніколи не виходив на екрани. Того ж року оженився на Сулфатх.
У 1980 році йому запропонували зіграти головного героя у фільмах «Mela» і «Vilkanundu Swapnangal». У 1981 році Маммутті отримав свою першу державну премію як «Найкращий актор другого плану» за фільм «Ahimsa». У 1982 році, зігравши роль цікавого поліцейського в трилері режисера К. Г. Джорджа «Yavanika»"", він став одним з найбільш затребуваних і улюблених героїв бойовиків.
З 1982 по 1986 року зіграв в більш ніж 150 фільмах. У 1984 році за роль у фільмі «Adiyozhukkukal» вперше отримав Кінопремію півдня як найкращий актор. Проте, у 1986 році, його кар'єра на деякий пішла на спад, оскільки актор отримував пропозиції грати однотипні ролі, зігравши протягом цього року у 35 схожих кінострічках.
Але вже в 1987 році Маммутті приступив до цікавих проектів, які стали хітами: «Нью-Делі» і «Thaniyavarthanam». за них Маммуті отримав премію найкращого актора від Асоціації кінокритиків Керали. З цього моменту Маммутті здобув статус суперзірки остаточно. В цей період разом з іншими акторами Моллівуду стає співвласником продюсерської компанії «Казіно».
Починаючи з 1989 року Маммутті знімався не лише в фільмах мовою малаялам, але й гінді, телугу, тамілі, каннада. Першим був фільм на гінді (1989 рік) — «Thriyathri». У 1990 році вперше зіграв на мові тамілі у фільмі «Mounam Sammadham». наприкінці 1990-х роках гарно проявив себе як телепродюсер, створивши успішний телесеріал «Jwalayay». Водночас заснував дістриб'ютерську компанію «Маммутті Технотейнмент».
У 2001 році знімається у фільмі «Дубай», що на той час був одним з найдорожчих фільм Моллівуду. Водночас стає одним з головних акторів телебачення, знімаючись у серіалах на каналах Kairali TV, People TV, WE TV. У 2007 році за ролі у фільмах «Ore Kadal», «Великий Бі», «Kadha Parayumbol» переміг у номінацій найкращий актор Кінопремії Азіанет.
У 2010 році Університет Керали за досягнення у популяризації культури, традицій та мистецтва народу малаялам, Керали надав Маммутті почесний науковий ступінь доктора гуманітарних наук. Того ж року Університету Калікута також надав йому почесне докторське звання.
У 2012 році зіграв у двомовному (малаялам-каннада) фільмі «Shikari». У 2013 році вперше здобув премію Asiavision Awards за роль у фільмі «Kunjananthante Kada»

## Меценатство
Маммутті відомий також як меценат. Він засновник благодійного фонду, який займається різними благодійними проектами: допомоги бідним, які потребують лікування, дітям-сиротам, хворих на рак. Маммутті є послом доброї волі благодійного проекту «Рух Вулична Індія», який спрямовано на викорінення дитячого жебрацтва та дитячої праці. За свою благодійну діяльність в 1998 році Маммутті від уряду Інді отримав найвищу нагороду Падма Шрі.
Під його опікою ціле село, яке постраждала від голоду, Центр болю і паліативної допомоги (м. Кожикоде), інформаційно-технологічний центр в Кералі (2006 року) і безліч інших проектів, фондів і підприємств. У 2014 році започаткував акцію «My Tree Challenge» з висадження рослин.

## Загальнодержавні кінопремії
- 1989 рік «Oru Vadakkan Veeragatha» та «Mathilukal» — Національна премія за найкращу чоловічу роль
- 1993 рік «Vidheyan» і «Ponthan Mada» — Національна премія за найкращу чоловічу роль
- 1999 рік «Доктор Бабасахеб Амбедкар» — Національна премія за найкращу чоловічу роль

## Родина
Дружина — Сулфатх
Діти:
- Сурумі (нар. 1982)
- Дулкуер Салмаан (нар. 1986)